# Лудвиг Рудолф (Брауншвайг-Волфенбютел)
Лудвиг Рудолф (на немски: Ludwig Rudolf von Braunschweig-Wolfenbüttel; * 22 юли 1671, Волфенбютел; † 1 март 1735, Брауншвайг) от род Велфи (Нов Дом Брауншвайг), е херцог на Брауншвайг и Люнебург, от 1690 до 1707 г. граф на Бланкенбург, от 1707 до 1731 г. княз на Бланкенбург и от 1731 до 1735 г. княз на Брауншвайг-Волфенбютел.

## Живот
Той е най-малкият син на херцог Антон Улрих (1633 – 1714) и съпругата му Елизабет Юлиана (1634 – 1704), дъщеря на Фридрих фон Шлезвиг-Холщайн-Норбург.
Интересите му са основно в областта на науките и военното дело. Още на 19 години като генерал-майор той е на военна служба при император Леополд I. През 1690 г. попада в плен на французите след победата на войската на крал Луи XIV в битката при Фльорюс. Заради висшия си произход той е освободен същата година. От радост баща му му подарява Графство Бланкенбург на Харц. През 1707 г. графството Бланкенбург е издигнато в ранг на княжество от император Йозеф I.
През 1731 г. Лудвиг Рудолф наследява от по-големия си брат херцог Август Вилхелм (1662 – 1731) Княжество Брауншвайг-Волфенбютел, което е с финансови задължения.
Лудвиг Рудолф умира през 1735 г. и е погребан в катедралата на Брауншвайг. Понеже той няма мъжки наследник, княжеството Брауншвайг-Волфенбютел е наследено от братовчед му Фердинанд Албрехт II от страничната линия Брауншвайг-Волфенбютел-Беверн.

## Фамилия
Лудвиг Рудолф се жени на 22 април 1690 г. в Аурих за принцеса Кристина Луиза фон Йотинген-Йотинген (* 30 март 1671, † 12 ноември 1747), дъщеря на имперския граф (от 1674) Албрехт Ернст I фон Йотинген-Йотинген (1642 – 1683) и съпругата му херцогиня Христина Фридерика фон Вюртемберг (1644 – 1674). Те имат четири дъщери:
- Елизабет Кристина (1691 – 1750), през 1708 г. се омъжва за император Карл VI, става майка на императрица Мария Тереза.
- Шарлота Августа (1692 – 1692)
- Шарлота Кристина (1694 – 1715), през 1711 г. се омъжва за царевич Алексей Петрович († 1718), син на руския цар Петър I Велики.
- Антоанета Амалия фон Брауншвайг-Волфенбютел (1696 – 1762), през 1712 г. се омъжва за херцог Фердинанд Албрехт II († 1735), наследник на Брауншвайг-Волфенбютел.